# Isubu (langue)
Pour les articles homonymes, voir Bimbia (homonymie) et Isubu.
Ne doit pas être confondu avec Isu (langue).
L’isubu (ou bimbia, isu, isuwu, su, subu) est une langue bantoue  du groupe douala parlée au Cameroun dans la région du Sud-Ouest, le département du Fako, l'arrondissement de Tiko , dans la zone de l'estuaire de la Bimbia à l'est de Limbé et à l'ouest de Douala, dans trois villages au pied du mont Cameroun, également dans le département du Wouri de la région du Littoral.
Avec 800 locuteurs en 1982, c'est une langue en danger (statut 6b).